# 千人迷
《千人迷》是台灣男子組合景行厅男孩於2009年8月4日發行之迷你專輯。

## 曲目
1. 千人迷（首波主打）
2. 黑麻麻OhMama
3. 铁人18

## 音樂錄影帶
- 2009年8月《千人迷》
- 2009年8月《黑麻麻OhMama》